# Oyón
Oyón (baskisch Oion; offiziell Oyón-Oion) ist ein Ort und eine Gemeinde (municipio) mit 3.413 Einwohnern (Stand: 2024) in der Provinz Álava in der Autonomen Gemeinschaft Baskenland im Norden Spaniens. Der Ort gehört zur Weinbauregion Rioja. 

## Lage
Der Ort Oyón liegt in einer Höhe von etwa 435 Metern ü. d. M. im Südosten der Provinz Álava nahe der Grenze zu den Autonomen Gemeinschaften La Rioja und Navarra. Nächstgelegene größere Stadt ist das etwa 17 Kilometer (Fahrtstrecke) südlich gelegene Logroño; die sehenswerte Kleinstadt Laguardia, zu der Oyón bis ins 17. Jahrhundert gehörte, befindet sich etwa 24 Kilometer westlich.

## Bevölkerungsentwicklung
| Jahr      | 1960  | 1970  | 1981  | 1991  | 2001  | 2011  |
| Einwohner | 1.310 | 2.006 | 2.315 | 2.132 | 2.464 | 3.283 |

Im 19. Jahrhundert hatte die Gemeinde, zu der auch die beiden Dörfer Labraza und Barriobusto/Gorrebusto gehören, meist um die 900 Einwohner. Die Reblauskrise im Weinbau und die Mechanisierung der Landwirtschaft konnten den kontinuierlichen Anstieg der Einwohnerzahlen nicht aufhalten.

## Wirtschaft
In frühen Jahrhunderten lebten die Bewohner hauptsächlich von den landwirtschaftlichen Erzeugnissen der näheren Umgebung, zu denen auch der Wein gehörte. Die zunehmende Bedeutung des Weinbaus und des Weintourismus in der Rioja wirkt sich in den letzten Jahrzehnten auch wieder positiv auf die Beschäftigung aus.

## Geschichte
Kelten, Römer, Westgoten und Mauren haben – trotz der Nähe zum Ebro-Tal – keine archäologisch verwertbaren Spuren auf dem Gemeindegebiet hinterlassen. Wahrscheinlich entstand der Ort erst im Zuge der Rückeroberung (reconquista) und Wiederbesiedlung (repoblación) der von den Mauren besetzten Gebiete im 10. und 11. Jahrhundert. Erstmals erwähnt wird Oyón im Jahr 1366; etwa 100 Jahre später (1461) wird die Region Sonsierra de Navarra, zu der damals auch Oyón gehörte, von Heinrich IV. von Kastilien erobert und im Jahr 1512 durch die Truppen Ferdinands von Aragón endgültig der spanischen Krone hinzugefügt. Im Jahr 1633 gewährte der spanische König Philipp IV. dem Ort die Eigenständigkeit.

## Sehenswürdigkeiten

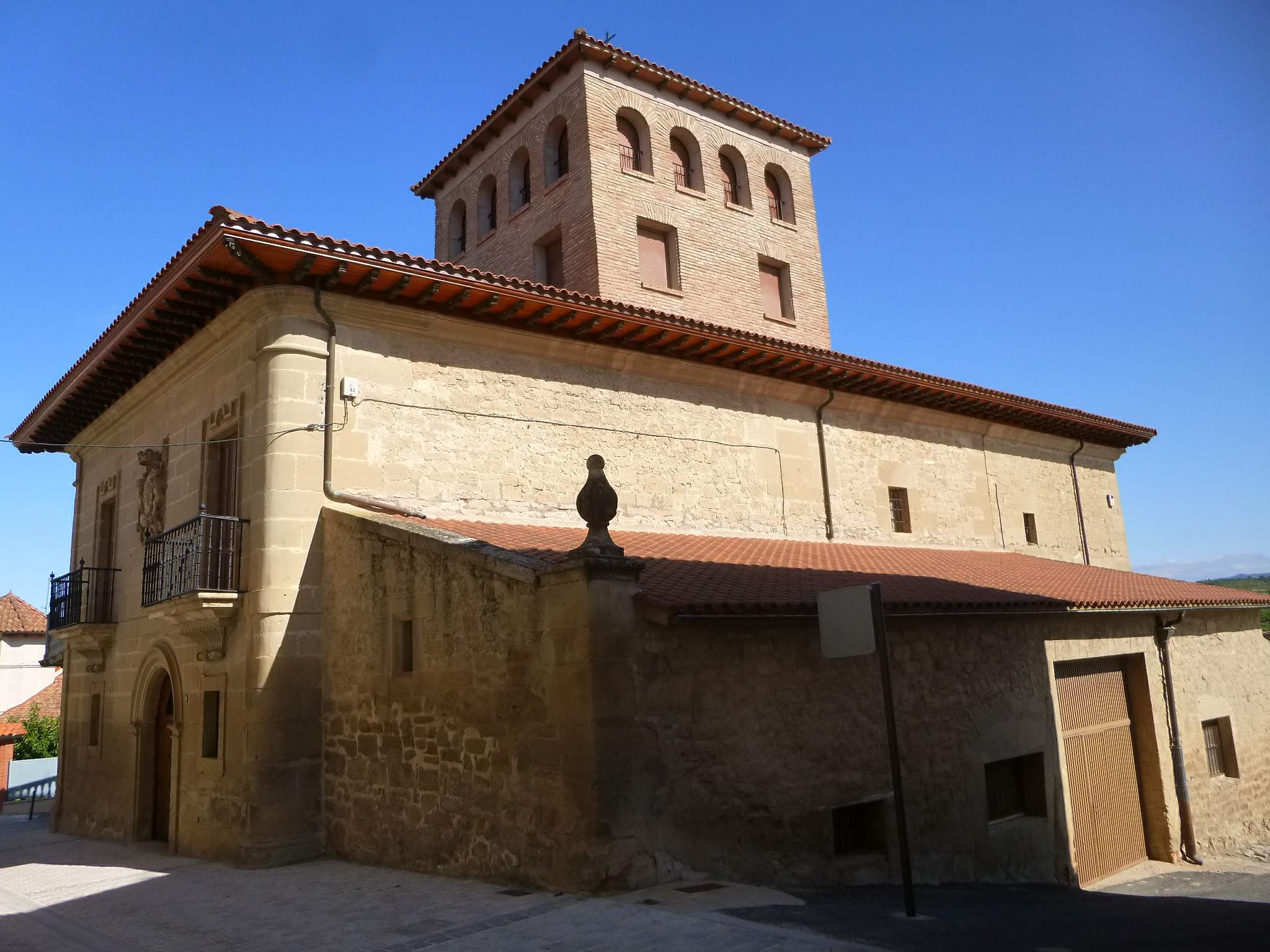
Palacio de los condes de Bureta

- Die Pfarrkirche (Iglesia de Santa María de la Asunción) ist ein barocker Bau aus der Mitte des 18. Jahrhunderts; das Obergeschoss des Glockenturms (campanar) gilt als kleines Meisterwerk barocker Steinarchitektur. Das vom Vorgängerbau übernommene Portal im Isabellinischen Stil befindet sich auf der Südseite der Kirche und zeigt eine Verkündigungsszene im Tympanonfeld. Das einschiffige Innere der Kirche beherbergt ein sehenswertes Altarretabel.
- Der Palacio de los condes de Bureta ist ein kleiner, aber durch einen vielfach durchfensterten Turm überhöhter Adelspalast des 17./18. Jahrhunderts. Oberhalb des Portals prangt ein steinerner Wappenschild zwischen zwei repräsentativen Balkonen.
- Der Palacio del marqués del Puerto befindet sich in unmittelbarer Nähe zur Kirche. Seine Fassade wird von einem steinernen Wappenschild geschmückt; links und rechts davon befinden sich zwei Balkone.